# هيو واتسون
هيو واتسون (20 أبريل 1872 في المملكة المتحدة - 22 مايو 1954 في المملكة المتحدة) (بالإنجليزية: Hugh Watson)‏ هو دبلوماسي ولاعب كريكت بريطاني (وحمل سابقاً جنسية المملكة المتحدة لبريطانيا العظمى وأيرلندا).